# Јабукоа (Порторико)
Јабукоа (шп. Yabucoa) је општина у америчкој острвској територији Порторико, острвској држави Кариба.

## Демографија
По попису из 2010. године број становника је 37.941, што је 1.305 (-3,3%) становника мање него 2000. године.
| Група             | 2000.          | 2010.          |
| Белци             | 207 (0,5%)     | 166 (0,4%)     |
| Афроамериканци    | 3.390 (8,6%)   | 5.334 (14,1%)  |
| Азијати           | 126 (0,3%)     | 57 (0,2%)      |
| Хиспаноамериканци | 38.975 (99,3%) | 37.686 (99,3%) |
| Укупно            | 39.246         | 37.941         |